# VuFind
VuFind je otevřený knihovnický vyhledávací nástroj využívající fasetovou navigaci. Umožňuje uživatelům vyhledávat v rozhraní podobném webovým vyhledávačům a zároveň nasazuje určité funkcionality webu 2.0, jako je tagování, komentáře, RSS či implementaci dalších nástrojů.
Je aktivně vyvíjen na Villanova University v Pensylvánii, verze 1.0 byla vydána v červenci roku 2010.
V březnu 2016 bylo nahlášeno 126 institucí používajících VuFind, mezi nimi i několik z České republiky.